# Raimonds Vilkoits
Raimonds Vilkoits (* 10. April 1990 in Riga, Lettische SSR) ist ein ehemaliger lettischer Eishockeyspieler, der seit seinem Karriereende als Trainer arbeitet. In der Saison 2020/21 war er Assistenztrainer in der Kontinentalen Hockey-Liga bei Dinamo Riga.

## Karriere
Raimonds Vilkoits begann seine Karriere als Eishockeyspieler in seiner Heimatstadt in der Nachwuchsabteilung des SK Riga 18, für den er bis 2008 aktiv war. Anschließend gab der Center in der Saison 2008/09 sein Debüt im professionellen Eishockey für den HK Riga 2000, für den er in der belarussischen Extraliga aktiv war. Nachdem der Verein aus finanziellen Gründen aufgelöst worden war, schloss er sich dessen Ligarivalen Dinamo-Juniors Riga an, für den er in der Saison 2009/10 ebenfalls in der Extraliga zum Einsatz kam. 
Seit der Saison 2010/11 steht Vilkoits bei Dinamo Riga unter Vertrag. Für die Profimannschaft des Hauptstadtklubs kam er im Saisonverlauf in der Kontinentalen Hockey-Liga zu drei Einsätzen, bei denen er ein Tor erzielte. Die gesamte restliche Spielzeit verbrachte er bei Dinamos Partnerteam HK Riga in der multinationalen Nachwuchsliga Molodjoschnaja Chokkeinaja Liga, in der er überzeugen konnte und Assistenzkapitän seiner Mannschaft wurde. Unter anderem nahm er am All-Star-Spiel der Liga teil. Zur Saison 2011/12 wechselte er zu IF Troja-Ljungby aus der HockeyAllsvenskan, der zweiten schwedischen Spielklasse. Bereits im November 2011 kehrte er allerdings zu Dinamo Riga zurück und wurde anschließend beim HK Riga eingesetzt. Im Sommer 2012 absolvierte er ein Probetraining bei den Hannover Scorpions.
In den folgenden Spielzeiten stand er unter anderem bei Jokipojat in der Mestis unter Vertrag. 2017 beendete er seine Karriere und wurde Trainer in der Organisation von Dinamo Riga aus der Kontinentalen Hockey-Liga. Dort arbeitete er zunächst für das Juniorenteam HK Riga aus der MHL, ehe er in der Saison 2020/21 Assistenztrainer der KHL-Mannschaft von Dinamo wurde. Parallel dazu war er Assistenztrainer der lettischen Nationalmannschaft bei der Eishockey-Weltmeisterschaft der Herren 2021.

### International
Für Lettland nahm Vilkoits an der U18-Junioren-B-Weltmeisterschaft 2008 sowie der U20-Junioren-Weltmeisterschaft 2010 teil. Bei Letzterer war er Assistenzkapitän seiner Mannschaft.

## Erfolge und Auszeichnungen
- 2011 MHL All-Star Game

## Statistik
(Stand: Ende der Saison 2010/11)